# وارطان آجمیان (بازیکن فوتبال)
وارطان آجمیان (انگلیسی: Vardan Adzemian؛ زادهٔ ۲۹ ژوئیهٔ ۱۹۸۴ در ایروان) بازیکن فوتبال در پست مدافع اهل ارمنستان-ایالات متحده آمریکا است.

## باشگاهی
از باشگاه‌هایی که در آن بازی کرده‌است می‌توان به باشگاه فوتبال آ. ا. ک آتن، باشگاه فوتبال لس‌آنجلس گلکسی، و باشگاه فوتبال پاناتینایکوس اشاره کرد.